# Lirceolus hardeni
Lirceolus hardeni är en kräftdjursart som beskrevs av Lewis och Bowman 1996. Lirceolus hardeni ingår i släktet Lirceolus och familjen sötvattensgråsuggor. Inga underarter finns listade i Catalogue of Life.